# 1658 Innes
1658 Innes este un asteroid din centura principală, descoperit pe 13 iulie 1953, de Jacobus Bruwer.